# Rosemarie Keller

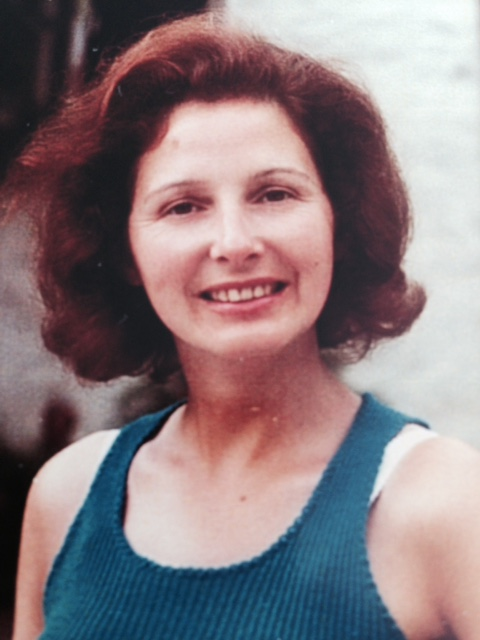
Rosemarie Keller (1974)

Rosemarie Keller (* 9. Juli 1937 in Flühli als Rosemarie Borner, † 6. Dezember 2024 in Baden) war eine Schweizer Schriftstellerin und Journalistin.

## Leben
Rosemarie Keller wuchs in Baden im Bäderquartier als Tochter der damaligen Wirtin des Hotels «Rosenlaube» zusammen mit ihrer älteren Schwester auf. Ihre Mutter, Pauline Borner, wurde bereits in jungen Jahren Witwe und führte das Hotel deshalb allein. Dass sie während des Zweiten Weltkrieges auch verfolgte Juden als Pensionäre aufnahm, die nicht behördlich gemeldet waren, trug früh zu Rosemarie Kellers Politisierung bei.
Sie wurde in Zürich zur Schauspielerin ausgebildet. Seit 1965 schrieb sie neben der Familienarbeit – sie zog, zusammen mit ihrem Mann, vier Kinder gross – regelmässig als Journalistin für Schweizer Zeitungen und andere Publikationsorgane (u. a. die Badener Neujahrsblätter), wobei sie u. a. über die Begegnungen mit jüdischen Migrantinnen und Migranten berichtete, die ihre Kindheit geprägt hatten. Als eher bedrückend, wenngleich unausweichlich, empfand die Autorin das von der Mutter verfügte absolute Stillschweigen von Flüchtlingen, von deren Existenz niemand etwas wissen durfte, weil es für die Betroffenen sonst lebensgefährlich geworden wäre. Dies betraf u. a. "Tante Mascha". Ihr Buch Die Wirtin kann auch als Autobiographie über die von der Autorin erlebte und erinnerte Kindheit in Baden gelesen werden. Sie plädierte für eine Erziehung zur Unvoreingenommenheit gegenüber Andersgläubigen.
In ihrem Roman Die Wallfahrt besteht der Hauptantrieb der Journalistin, warum sie weiter erforschen will, wieso ein junges Mädchen seinerzeit als Hexe verbrannt wurde, aus einer Bereitschaft, sich verstricken zu lassen in alles Geschehen, wenn es auch noch so weit zurückliegt.
Neben Romanen und Beiträgen in Zeitungen veröffentlichte Rosemarie Keller auch Kurzgeschichten, die weniger bekannt sind. Eine dieser Geschichten, Titel "Wie ein Sommertag", berichtet vom Dilemma der Frau eines erfolgreichen Geschäftsmannes, die ihr Herz für eine Herzoperation spenden zu müssen glaubt und damit den eigenen Tod in Kauf zu nehmen gewillt ist.
Zusammen mit ihrem Mann Anton Keller lebte sie in Untersiggenthal. Ihre Tochter ist die Aargauer Die-Mitte-Ständerätin Marianne Binder.

## Werke
- Paulinenspital. Roman. Buri, Bern 1982, ISBN 3-7169-2100-9
- Die Wallfahrt. Roman. Pendo Verlag, Zürich 1989, ISBN 3-85842-162-6
- Clalüna. Die Mitwisserin. Roman. Pendo Verlag, Zürich 1993, ISBN 3-85842-247-9
- Die Wirtin. Roman. Pendo Verlag, Zürich 1996, ISBN 3-85842-162-6
- Ich bereue nicht einen meiner Schritte. Leben und Prozess der Ärztin Caroline Farner. Roman. Pendo Verlag, Zürich 2001, ISBN 3-85842-412-9
- Tausend Brunnen: Engelberger Benediktiner in Kamerun. 50 Jahre Leben und Wirken von Pater Urs Egli, Mönch und Generalunternehmer in Afrika, und eine zu Ende gehende Ära; 75 Jahre Engelberger Benediktiner in Kamerun. Verlag Viktor Hotz, Steinhausen, 2006